# 알렉상드르 뒤마
알렉상드르 뒤마(프랑스어: Alexandre Dumas, 문화어: 알렉쌍드르 뒤마, 1802년 7월 24일 ~ 1870년 12월 5일)는 19세기 프랑스의 소설가이다. 아들 알렉상드르 뒤마 피스와 구분하기 위해 ‘아버지’라는 뜻을 붙여 알렉상드르 뒤마 페르(프랑스어: Alexandre Dumas père)라 부르기도 한다. 때로는 대중 소설가라는 평을 듣기도 한다. 작품들의 대부분이 프랑스 역사를 바탕으로 하여, 교묘한 줄거리와 풍부한 공상으로 엮어져 있다. 대표 작품으로 《삼총사》, 《몽테크리스토 백작》 등이 있다.

## 생애
알렉상드르 뒤마는 프랑스 엔주 빌레르 코트레에서 태어났다. 뒤마의 할아버지는 포병으로 아이티에서 근무하였다. 그곳에서 아프리카계 케러비언 혼혈인이었던 마리 케세테 뒤마와 결혼하였고 빌레르 코트레로 돌아와 뒤마의 아버지인 도마 알렉상드르 뒤마를 낳았다. 도마 알렉상드르 뒤마는 프랑스 대혁명 당시 나폴레옹 보나파르트 휘하의 장군으로 활약하였다. 그가 이끌던 부대는 "아메리카 연대"라 불렸다. 뒤마가 태어난 1802년 무렵 도마는 퇴역하여 고향인 빌레르 코트레로 돌아온 상태였고 가세가 점점 기울자 집과 재산을 처분할 수밖에 없었다. 그는 뒤마 가 4세이던 1806년 사망하였다.
어려운 가정 형편으로 인해 뒤마는 정규 교육을 받을 수 없었다. 그러나 어려서부터 독서를 좋아하여 손에 잡히는 대로 책을 읽었다. 나폴레옹이 프랑스의 황제로 즉위하자 뒤마의 아버지와 어머니의 이야기는 유명해졌다. 그의 집안은 여전히 가난했지만 아버지의 명망으로 인해 귀족들과 알고 지내는 사이가 되었다. 1822년 부르봉 왕정복고가 일어난 후 뒤마는 파리로 가 막강한 권세를 누리던 루이 필리프의 루아얄 궁전 사무실에 취직했다.

## 경력

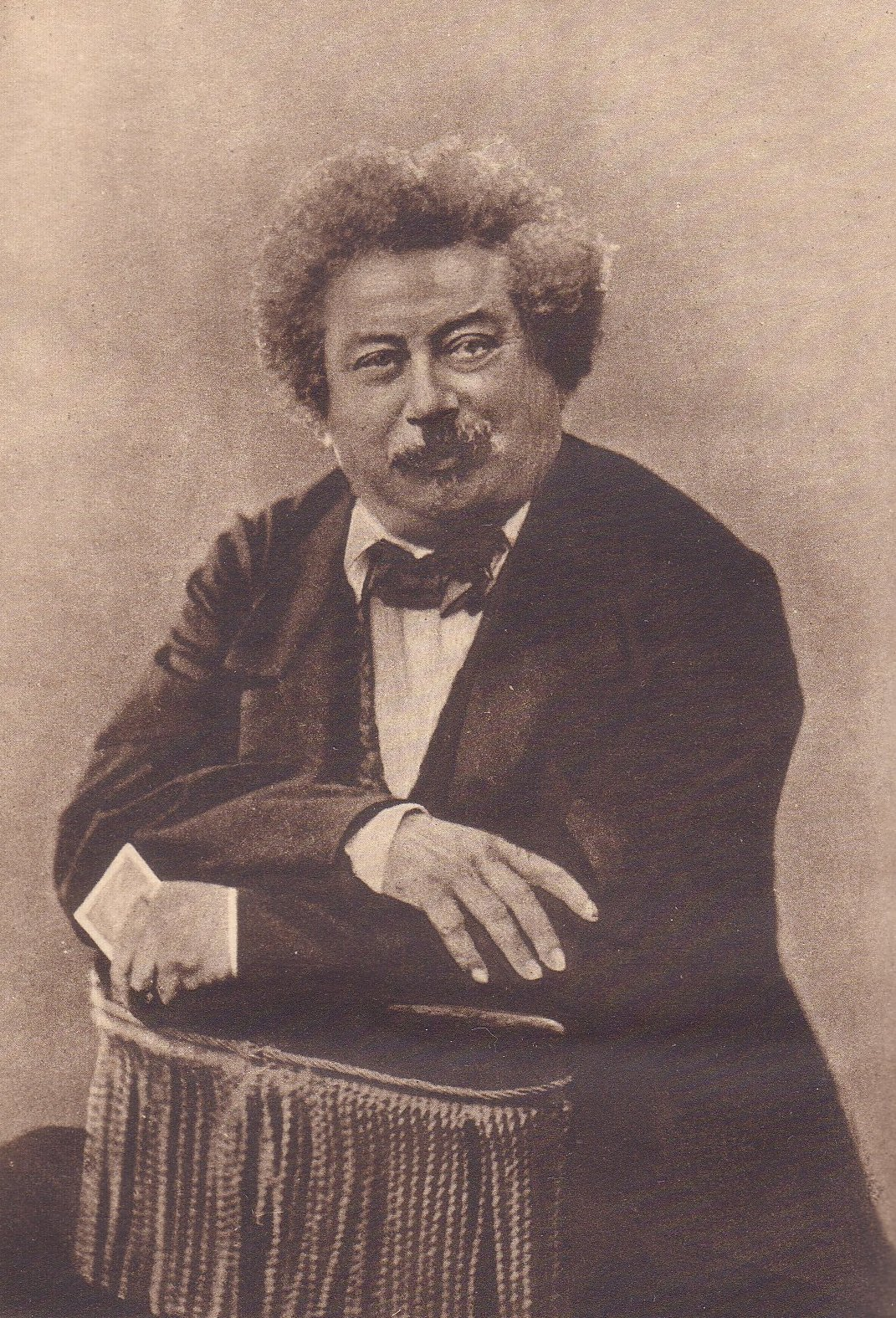
말년의 뒤마

안정적인 직업을 갖게 된 뒤마는 잡지에 극본을 기고하기 시작하였다. 1829년 그의 첫 번째 단행본으로 출간된 희곡《 앙리 3세와 그의 궁정》의 성공으로 뒤마는 대중적인 명성을 얻게 되었다. 같은 해 발표한 《크리스틴》 역시 호평을 받았으며 이듬해인 1830년 그의 고용주였던 루이 필리프가 시민왕으로 즉위한 후 뒤마는 《찰스 10세》를 출간하였다.
1830년대 중반 프랑스는 산업화를 겪으며 빠르게 변화하는 중이었다. 이에 따라 작가들의 경향 역시 공화주의를 지지하는 부류와 왕정 복고를 지지하는 부류가 폭 넓게 분포하고 있었다. 출판에 대한 검열이 사라진 것도 문학의 발전에 큰 영향을 주었다. 이러한 사회적 분위기에 힘입어 뒤마는 큰 명성을 얻을 수 있었다.
뒤마는 시대 변화에 민감한 작가였다. 극작가로서 성공을 거두자 뒤마는 당시 빠르게 성장하던 언론 매체인 신문에 연재 소설을 기고하기 시작하였다. 1838년 발표된 그의 첫 소설 《자본가 폴》은 기존에 발표하였던 동명의 희곡을 각색한 것이었다. 뒤마는 이후에도 같은 방식으로 수많은 자신의 희곡을 소설로 각색하여 발표하였다.
1839년에서부터 1841년까지 뒤마는 유럽 역사에서 유명한 범죄 사건을 뽑아 8권짜리 《유명한 범죄자들》을 출간하였다. 이 책에는 베아트리체 첸치, 마르탱 게르, 체사레 보르자, 루크레치아 보르자 같은 역사적 인물들과 함께 카를 루드비그 상트, 앙투아네 프랑수아 데스루 등의 당대 인물들이 수록되었다. 한편 1840년 뒤마는 펜싱 마스터 아우구스틴 그리시에르와 함께 《펜싱마스터》를 출간하였다. 이 책은 그리시에르가 러시아에서 겪은 12월 반란의 경험담을 담고 있다. 뒤마는 그의 자서전에서 그리시에르로부터 몬테크리스토 백작의 영감을 얻었다고 밝히고 있다.
뒤마는 많은 작품을 출판하였고 그로 인한 수입도 컸다. 그러나, 그는 호화스런 생활과 여성 편력에 들인 비용때문에 종종 빚더미에 몰려 파산을 하곤 하였다. 시민왕 루이 필리프가 반란에 의해 폐위되고 루이 나폴레옹이 집권하자 뒤마는 함께 몰락하였다. 1851년 벨기에 브뤼셀로 추방당한 뒤마는 러시아로 탈출하였다. 당시 러시아에서는 프랑스어가 널리 통용되었기 때문에 뒤마는 그곳에서 작품활동을 계속할 수 있었다. 1861년 3월 비토리오 에마누엘레 2세는 이탈리아 왕국의 독립을 선언하였다. 뒤마는 이탈리아로 건너가 신문 《인디펜덴테》의 발간을 주도하며 이탈리아의 통일 운동에 앞장섰다. 3년을 이탈리아에서 보낸 뒤마는 1864년 파리로 돌아왔다.
혼혈인이라는 정체성은 뒤마의 전 생애에 걸쳐 영향을 미쳤다. 뒤마는 1843년 발표한 그의 소설 《조지》에서 다음과 같이 말하고 있다.
| “ | 내 아버지는 물라토였고 내 조부는 깜둥이였소. 내 증조부는 원숭이였지. 알겠소, 선생? 우리 가족은 당신네가 끝나는 곳에서 시작하였소. | ” |
|   | — 뒤마 |   |

## 저서
| - 《가신의 집에 들어선 샤를 7세》(Charles VII chez ses grands vassaux, 1831) - 《펜싱 마스터》 (Le maître d'armes, 1840) - 《호두까기 인형》(1844) - 다르타냥 로망: - 《삼총사》 (Les Trois Mousquetaires, 1844) - 《20년 후》 (Vingt Ans Après, 1845) - 《철가면》(Le Vicomte de Bragelonne, ou Dix ans plus tard, 1847) - 《몬테크리스토 백작》(Le Comte de Monte-Cristo, 1845–1846) - 《섭정의 딸》 (Une Fille du régent, 1845) - 《두 명의 다이아나》(Les Deux Diane, 1846) | - 발루아 로망 - 《여왕 마고》 (1845) - 《몽소로 부인》(La Dame de Monsoreau, 1846) - 마리 앙투와네트 로망 - 《붉은 집의 기사》(Le Chevalier de Maison-Rouge, 1845) - 《죠세프 발사모》(Joseph Balsamo, 1846–1848) - 《왕비의 목걸이》 (1849–1850) - 《앙그 피투》(Ange Pitou, 1853) - 《샤르니 백작》(La Comtesse de Charny, 1853–1855) - 《검은 튤립》 (La Tulipe noire, 1850) |

## 참고 문헌
- Gorman, Herbert (1929). The Incredible Marquis, Alexandre Dumas. New York: Farrar & Rinehart. OCLC 1370481.
- Hemmings, F.W.J. (1979). Alexandre Dumas, the king of romance. New York: Charles Scribner's Sons. ISBN 0-684-16391-8.
- Lucas-Dubreton, Jean (1928). The Fourth Musketeer (html), trans. by Maida Castelhun Darnton, New York: Coward-McCann. OCLC 230139.
- Maurois, André (1957). The Titans, a three-generation biography of the Dumas, trans. by Gerard Hopkins, New York: Harper & Brothers Publishers. OCLC 260126.
- Reed, F.W. (Frank Wild) (1933). A Bibliography of Alexandre Dumas père. Pinner Hill, Middlesex: J.A. Neuhuys. OCLC 1420223.
- Ross, Michael (1981). Alexandre Dumas. Newton Abbot, London, North Pomfret (Vt): David & Charles. ISBN 0-7153-7758-2.
- Schopp, Claude (1988). Alexandre Dumas, Genius of Life, trans. by A. J. Koch, New York, Toronto: Franklin Watts. ISBN 0-531-15093-3.
- Spurr, H.A. (1929, 1973). The Life and Writings of Alexandre Dumas. New York: Haskell House Publishers. ISBN 0-8383-1549-6.